# Flavius Rusticius
Flavius Rusticius (fl. 464) est un haut fonctionnaire et militaire de l’Empire romain d’Orient actif au milieu du Ve siècle, sous le règne de l’empereur Léon Ier.

## Biographie
La carrière de Flavius Rusticius est attestée principalement par des sources administratives et historiques et des mentions chez Zonaras. Il est nommé stratopédarque (στρατοπέδαρχης), c’est-à-dire commandant militaire, vers l’an 464, par l’empereur Léon Ier. Cette fonction semble correspondre à celle de magister militum per Thracias, c’est-à-dire commandant en chef des forces militaires dans la région de Thrace. Il est ensuite remplacé à ce poste par Basiliscus, futur empereur, probablement également vers 464.
Rusticius accède au consulat en 464, dans la partie orientale de l’Empire, en tandem avec Anicius Olybrius, qui exercera lui aussi un rôle politique majeur par la suite. Ce consulat pourrait avoir été une distinction honorifique marquant la fin de la carrière de Rusticius.
L’historien byzantin Zonaras le décrit comme un homme à la fois noble et hautement compétent sur le plan militaire (ἀνὴρ γενναῖός τε καὶ στρατηγικώτατος).
Rusticius est mort avant l’année 475. Cette date est déduite du fait que Basiliscus, son successeur, est mentionné comme caput senatus (doyen du Sénat) cette année-là, une fonction traditionnellement réservée à l’ancien consul le plus âgé encore vivant, ce qui exclut la survivance de Rusticius à cette date.